# Heinrich Helmers

Heinrich Helmers

Heinrich Helmers (* 1. Dezember 1847 in Bremen; † 3. April 1908 in Bremen) war ein deutscher Schriftsteller.

## Biografie
Helmers war der Sohn eines Musiklehrers. Er besuchte die Realschule in der Altstadt. Danach erlernte er den Beruf des Kaufmanns. Von 1870 bis 1885 betrieb er die von seinem Vater gegründete Kunsthandlung. In seiner Jugend begann er bereits mit seiner literarischen Tätigkeit und schrieb Gedichte, Lustspiele und Geschichten. Seine bedeutsamen, volkskundlichen Bremer Skizzen veröffentlichte er zunächst in den Bremer Nachrichten. Sie wurden dann in zwei Sammlungen zusammengefasst.

## Werke
- Bremer Land und Leute, Kulturhistorische Bilder. Bremen 1904.
- Bremer Leben. Bremen 1906.
- Alt Bremen – Das Bremer Rathaus und der Ratskeller. Hauschild, Bremen 1909.